# Rainer Schnelle
Rainer Schnelle (* 1951 in Barmstedt) ist ein deutscher Jazzmusiker (Piano).

## Leben und Wirken
Schnelle ist ein Sohn von Eberhard Schnelle und dessen Ehefrau Telse Schnelle-Cölln sowie ein Cousin von Thomas Schnelle. Nach dem Abitur 1970 gehörte er unter anderem als Organist zu den Bands Amon Düül II (1972) und Atlantis (1973). 1974 zog er nach Boston, wo er Jazz am Berklee College of Music und dem New England Conservatory bis zum Master studierte. 1981 kehrte er nach Deutschland zurück, wo er ein eigenes Trio mit Sigi Busch und Jo Thönes gründete.
Rainer Schnelle spielte mit seinem Trio seit 2007 regelmäßig mit dem amerikanischen Sänger Melvin Edmondson zusammen, mit dem auch zwei Alben entstanden; das Trio trat auch mit Joe Gallardo und Peter Weniger auf. Es kam zu Aufnahmen mit seinen eigenen Combos sowie mit Ulrich Tukur und mit Hildegard Knef. Weiterhin arbeitete er mit Herb Geller, Bill Ramsey, Ingrid Caven, Eberhard Weber, Evelyn Künneke und Manfred Schoof zusammen.
Seit 1982 unterrichtete Schnelle als Dozent im von ihm mitbegründeten Kontaktstudiengang Popularmusik an der Hochschule für Musik und Theater Hamburg. Fünf Jahre lang reiste er als Pianist und musikalischer Leiter mit Eartha Kitt um die Welt. Daneben komponierte und  arrangierte er für die NDR-Bigband, in der er gelegentlich auch als Gastsolist auftrat. Als musikalischer Leiter von Produktionen wie Heiße Ecke – Das St. Pauli Musical und My Fair Lady ist er zudem seit 2004 in der Musical- und Theaterszene von Hamburg tätig.
Im Jahre 2008 erhielt Schnelle den Kulturpreis des Kreises Pinneberg.

## Diskographische Hinweise
- Haymarket (1981, mit Sigi Busch und Jo Thönes)
- Rainer Schnelle / Peter Weniger Alisha (1991)
- Excursions (D.A.M. 2001)
- Rainer Schnelle & Ulli Baum Sunny Side (Mons Records 2003)
- You Gotta Watch Me (2014, mit Melvin Edmondson, Frank Skriptschinski, Thomas Himmel)